# سان بانكرازيو سالنتينو
سان بانكرازيو سالنتينو (بالإيطالية: San Pancrazio Salentino)‏ هي بلدية في مقاطعة برينديزي في إقليم بوليا الإيطالي.

## السكان
في سنة 1861 بلغ عدد السكان 1٬459 نسمة، وتطور العدد ليصل في سنة 2011 لـ 10٬289 نسمة.
يظهر هذا المخطط البياني تطور النمو السكاني لـ سان بانكرازيو سالنتينو

## توأمة
لسان بانكرازيو سالنتينو اتفاقيات توأمة مع:
- بيشيليي